# Tramandaí
Tramandaí é um município brasileiro do estado do Rio Grande do Sul. É uma cidade praiana do litoral norte gaúcho, que se situa a 118 km da capital do estado, Porto Alegre. Muito frequentado por gaúchos do Vale dos Sinos e Região Metropolitana de Porto Alegre. Já foi muito visitada por turistas do Uruguai e Argentina em anos anteriores. A praia tem boa infraestrutura turística, no verão a população pode alcançar 250.000 habitantes em dias de semana, e 500.000 nos finais de semanas e feriados.
Tramandaí é considerada a "capital das praias" do Rio Grande do Sul.

## História
Tramandaí começou a ser criada a partir do século XVIII, época em que servia de passagem para viajantes com destino a Laguna ou a capital do império brasileiro, o Rio de Janeiro. E também servia de passagem para a colônia do Sacramento, para os aventureiros, escravagistas paulistas atrás de índios, para os jesuítas, espanhóis e soldados. Devido a essa movimentação, em 1738 criou-se a guarda do registro, com a função de controlar as mercadorias e o gado que passavam pelo rio Tramandaí e cobrava certo valor pela passagem, uma espécie de pedágio.
Em 26 de outubro de 1732 iniciou-se oficialmente o povoado em Tramandaí, quando Manoel Gonçalves Ribeiro ganhou uma sesmaria à qual a região pertencia. Essa parte da região ficou conhecida como Paragem das Conchas. Nessa época começaram a surgir pequenos ranchos de palha de tiririca-brejo, que os pescadores e forasteiros erguiam para a temporada da pesca.
Durante a guerra dos Farrapos, em 1839, Tramandaí foi o destino de dois lanchões, o Seival e o Farroupilha, puxados por cerca de 200 bois, que Giuseppe Garibaldi trouxe da lagoa dos Patos, distante cerca de 100 km, para que fossem colocados no mar e assim tentar conquistar Laguna.
Por volta de 1890, Tramandaí começou a ser procurada como estação de banhos e, por fim, como balneário. Em 1906,  já contava com cerca de 80 casas, além de ranchos de palha e casas de madeira cobertas com palha. Nessa época já existiam os hotéis Saúde e Sperb (este inaugurado em 1898).

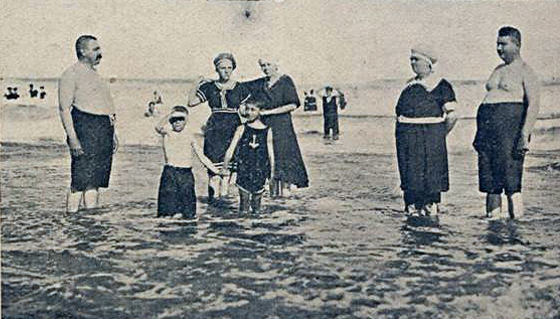
Veranistas em Tramandaí em 1919

Em 1898 começou a ser feito o roteiro de diligências puxadas a cavalo, que faziam o trajeto Porto Alegre-Tramandaí e também levava os frequentadores até a beira do mar.
Em 1908 foi construída a primeira capela, denominada Nossa Senhora dos Navegantes.
A emancipação político-administrativa de Tramandaí aconteceu em 24 de setembro de 1965, quando Tramandaí emancipou-se do município de Osório.
Em 1968 foi inaugurado o Terminal Marítimo Almirante Soares Dutra, também conhecido como TEDUT, pela Petrobras, para armazenamento de petróleo recebido de navios petroleiros, ao largo da costa. O petróleo é coletado dos navios por meio de monoboias instaladas no Oceano Atlântico. Esse petróleo segue pelo oleoduto até o município vizinho de Osório, onde é armazenado em tanques. Em seguida ele é bombeado por oleoduto para a Refinaria Alberto Pasqualini (REFAP), na cidade de Canoas. O TEDUT possui ainda um Centro de Defesa Ambiental (CDA) localizado no município de Imbé, vizinho de Tramandaí.
Em 1973 foi inaugurada a Plataforma Marítima de Tramandaí, após três anos de obras.
A cidade também é o topônimo do título nobiliárquico de barão de Tramandaí, que pertenceu ao importante político Antero José Ferreira de Brito.

### Nome
O nome do rio e do município vem do tupi-guarani, tendo diversos possíveis significados: rio dos meandros (sinuoso), rio do roedor (pela presença de capivaras e ratões-do-banhado), o lugar que se cerca para colher (pescar com redes) ou rio para pescar bagres, da junção de tar (colher) e mandi (bagre). A grafia também aparece com variações em documentos antigos: Taraman, Tramandi, Termandi, Tramandai, Taramandahy, Tamandatay, Tramandahy e Tramandaí.

## Geografia
Localiza-se na latitude 29º59'05" sul e na longitude 50º08'01" oeste, e sua altitude é de 8 metros acima do nível do mar. Sua população estimada em 2020 foi de 52.632 habitantes, com densidade demográfica de 287,97 hab/km².
 Possui uma área de 142,878 km² e seu CEP é 95590-000.

### Clima
O clima regional é controlado por massas de ar tropical. A temperatura oscila entre as médias de 22 a 35 °C nos meses mais quentes (verão), e entre 1 °C e 18 °C no inverno.

### Hidrografia
O rio Tramandaí estabelece ligação entre a lagoa e o mar, ou seja, a comunicação forma-se e o lago estreita-se acima do ponto onde o rio deita suas águas.
As lagoas do Armazém e Tramandaí, que não são profundas, formam o estuário do rio Tramandaí. A lagoa Tramandaí tem praias arenosas (ao sul), banhados (na margem leste) e restingas (a sudoeste). Liga-se ao oceano Atlântico por canal, que foi regularizado pela barra do Tramandaí. Essa lagoa recebe as águas do rio Tramandaí (pelo norte), além das do arroio Camarão, esse não sendo mais do que canal de ligação entre essa última e a lagoa das Custódias.

### Demografia
Em 2022, possuía uma população de 54.387 habitantes. Esse município tem uma área territorial de 142.88 km² e uma densidade demográfica de 380.65 hab/km².
Em 2010, o Índice de Desenvolvimento Humano Municipal (IDHM) de Tramandaí é de 0,719, indicando um nível razoável de desenvolvimento humano. A escolarização para crianças de 6 a 14 anos é alta, atingindo 97,5%.
Em comparação com outros municípios, Tramandaí está na 41ª colocação no estado, na 2ª colocação na região geográfica imediata e na 596ª colocação no Brasil em termos de população.
 

A pirâmide etária de Tramandaí, apresenta uma estrutura que indica envelhecimento populacional, nota-se uma base relativamente estreita com menor percentual de crianças e adolescentes e um alargamento nas faixas intermediárias e superiores. Isso sugere uma população predominantemente adulta e idosa, com destaque para a presença maior de mulheres nas faixas etárias mais avançadas. Esse perfil demográfico pode refletir desafios futuros relacionados ao envelhecimento populacional, com maior demanda por serviços de saúde e previdência, além da necessidade de políticas voltadas a retenção de jovens no município. 

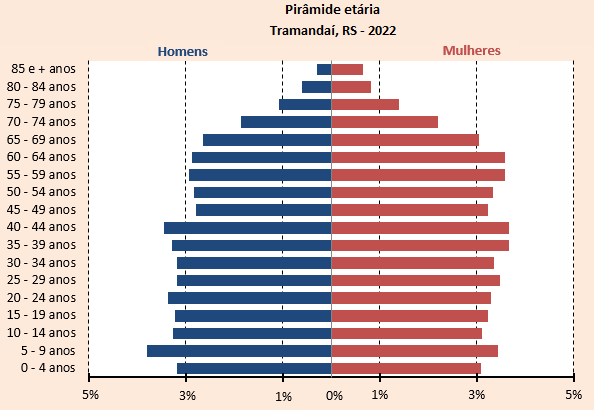
Pirâmide Etária de TramandaÍ, Rio Grande do Sul, segundo dados do IBGE de 2022.

## Estrada Tramandaí - Osório
Localiza-se RS-030, A Estrada Tramandaí - Osório é uma importante via de ligação para o Litoral Norte, no estado do Rio Grande do Sul. Com extensão de aproximadamente 60 quilômetros, a rodovia é responsável pelo escoamento da produção agrícola e industrial da região, além de ser uma importante rota turística, com belas paisagens naturais.
Em resumo, a Estrada Tramandaí - Osório é uma via de grande importância para o desenvolvimento econômico e turístico da região, além de ser um convite para os viajantes que buscam contato com a natureza.

### História
A estrada foi inaugurada em 1961 e, desde então, passou por diversas melhorias para garantir a segurança dos motoristas e passageiros que a utilizam. Em 2012, foi concluída a duplicação da rodovia, o que reduziu o tempo de viagem e aumentou o fluxo de veículos.

### Estrutura
Com uma extensão de aproximadamente 13,5 km, a rodovia possui duas faixas em ambas as direções, além de contar com o acostamento. Também dentre elas na grande maior parte do trajeto existe um canteiro central.

## Subdivisões

### Distritos
| Distrito       | População |
| -------------- | --------- |
| Estância Velha | 659       |
| Nova Tramandaí | 1992      |
| Tramandaí      | 28389     |